# Ducati Monster
La Ducati Monster (llamada Il Mostro en italiano) es una motocicleta diseñada por el argentino Miguel Ángel Galluzzi y producida por Ducati en Bologna, Italia desde 1991. Es una motocicleta naked, que se caracteriza por tener el motor descubierto y chasis trellis al descubierto también.  
El uso deliberado del chasis trellis en la Ducati Monster es una parte integral del diseño de la motocicleta, permitiendo su sello estético así como su eficiencia estructural.
En el 2005, las ventas de la Monster alcanzaron más de la mitad de las ventas de Ducati a nivel mundial. Las motocicletas Ducati usan casi exclusivamente motores V2 a 90° (V-twin), a los que llaman L-twins, con válvulas desmodrómicas, y cuadros trellis de tubos de acero, características diseñadas por Fabio Taglioni (1920–2001).
La línea Monster ha tenido numerosas variaciones a través de los años, desde la de motor de 400 cc de nivel de entrada a la línea, hasta las potentes "top of the line" superbikes con motor de 130 hp, multiválvulas y enfriamiento líquido. Hay al menos 9 versiones de la Monster para cada año. La simplicidad elemental de la Monster la ha hecho una de las plataformas preferidas por los customizadores, es exhibida en competencias como la "Monster Challenge". Las Monsters representan las dos terceras partes o más de las Ducatis en existencia.

## Historia

### Concepción y diseño
La Monster comenzó como una motocicleta de concepto en 1992. El concepto de la Monster era uno que Galluzzi había estado meditando por largo tiempo, y le llevó tiempo convencer a los directivos de Cagiva y Ducati de que la construyeran. El director técnico de Ducati Massimo Bordi pensó que necesitaban una motocicleta nueva, y le asignó el diseño a Galluzzi. Bordi dijo "Le pedí a Galluzzi algo que mostrara una fuerte herencia Ducati, pero que fuera fácil de manejar y no una motocicleta deportiva. El regresó con una propuesta y yo pensé que esa era la motocicleta que Marlon Brando estaría manejando en la actualidad en la película The Wild One!" La intención de Bordi era entrar en el mercado de las cruceras, con una motocicleta que pudiera ser modificada con facilidad y pudiera aprovechar los accesorios que ya existían para ese mercado y creando nuevos, rivalizando con los de las Harley-Davidsons. Anteriormente Cagiva había intentado meterse en ese mercado con una desfachatada imitación de una crucera de Harley-Davidson, la altamente cromada Ducati Indiana de 1986–1990. Ésta hacía un pobre uso de las válvulas desmodrómicas, su V2s de 90° y un cuadro de doble cuna, para nada el estilo de Ducati, perdiendo por completo su identidad. Solo se fabricaron 2,138 después de 4 años. Evitando otra vergüenza al competir directamente contra Harley-Davidson con una intrascendente imitación de crucera, la Monster agradaba a los mismos clientes urbanos conscientes del estilo pero que querían demostrar su individualidad con una motocicleta diferente, pero definitivamente italiana y Ducati.
Como Bordi quería que Galluzzi mantuviera los precios bajos, la Monster era una humilde "bolsa de partes rebajadas", construida no con componentes recién diseñados específicamente para funcionar en armonía, sino con partes tomadas de distintos modelos preexistentes de motocicletas Ducati, empezando con el motor y siguiendo a la mitad del cuadro de una 900 Supersport, un cuadro que descendía de la superbike 851, y la horquilla de una 750 Supersport. Galluzzi puso un tanque de combustible muy "musculoso" y un trabajo al cuerpo minimalista que produjo la impresión de masa y fuerza, en una motocicleta sorprendentemente ágil y pequeña para el usuario novel. Motorcycle Consumer News design columnist Glynn Kerr described the Monster's statement as aggressive, "attributable to the head-down, charging bull stance."

### 1990s

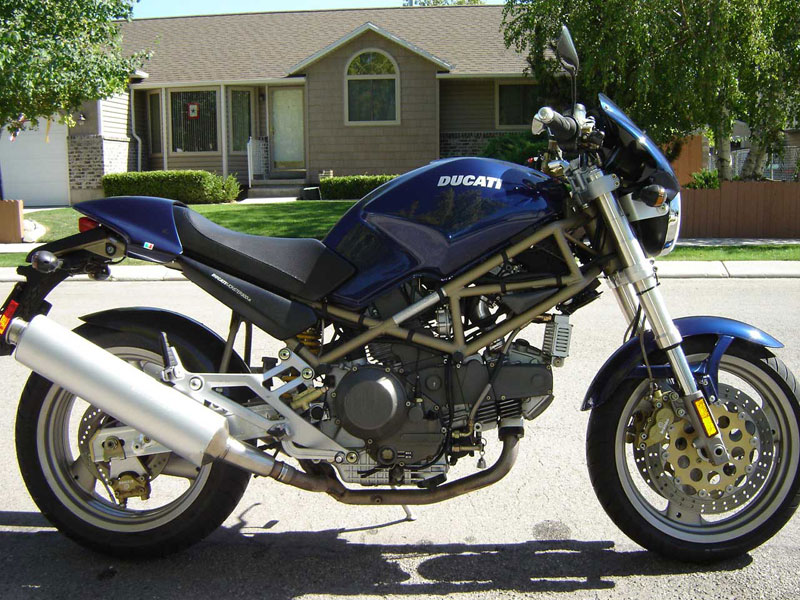
1999 Ducati Monster City

Ducati introdujo 3 modelos Monster en su primera generación: el M600, M750, y el M900 (los números representaban el tamaño del motor en cc). La primera fue la M900 que fue lanzada en 1993, la M600 en 1994, y finalmente la M750 en 1996. En 1999, para terminar los inventarios de partes de la Monster, Ducati lanzó ediciones limitadas de sus productos con diversos niveles de accesorios, la más notable fue la Monster City, que venía solamente en color azul, con alforjas de cuero y manillar elevado.
En 1994, un modelo de menor desplazamiento, la M400, que producía 31 kW (41,6 caballos) a 10,500 rpm, fue construida para mercados donde los impuestos son muy grandes para las motocicletas de gran capacidad. La M400 estaba pensada principalmente para Italia, Japón, y Singapur pero también fue exportada a Indonesia, las filipinas, Taiwán, y Tailandia. La M400 estaba basada en la M600 con los mismos componentes básicos, pero con un cigüeñal de menor desplazamiento y pistones de menor diámetro.

### 2000s

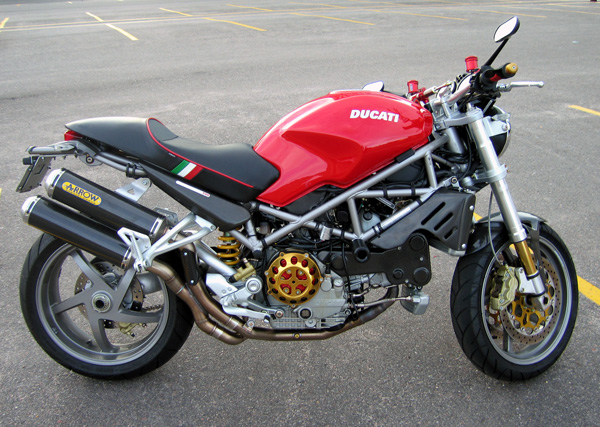
Ducati S4R Monster personalizada

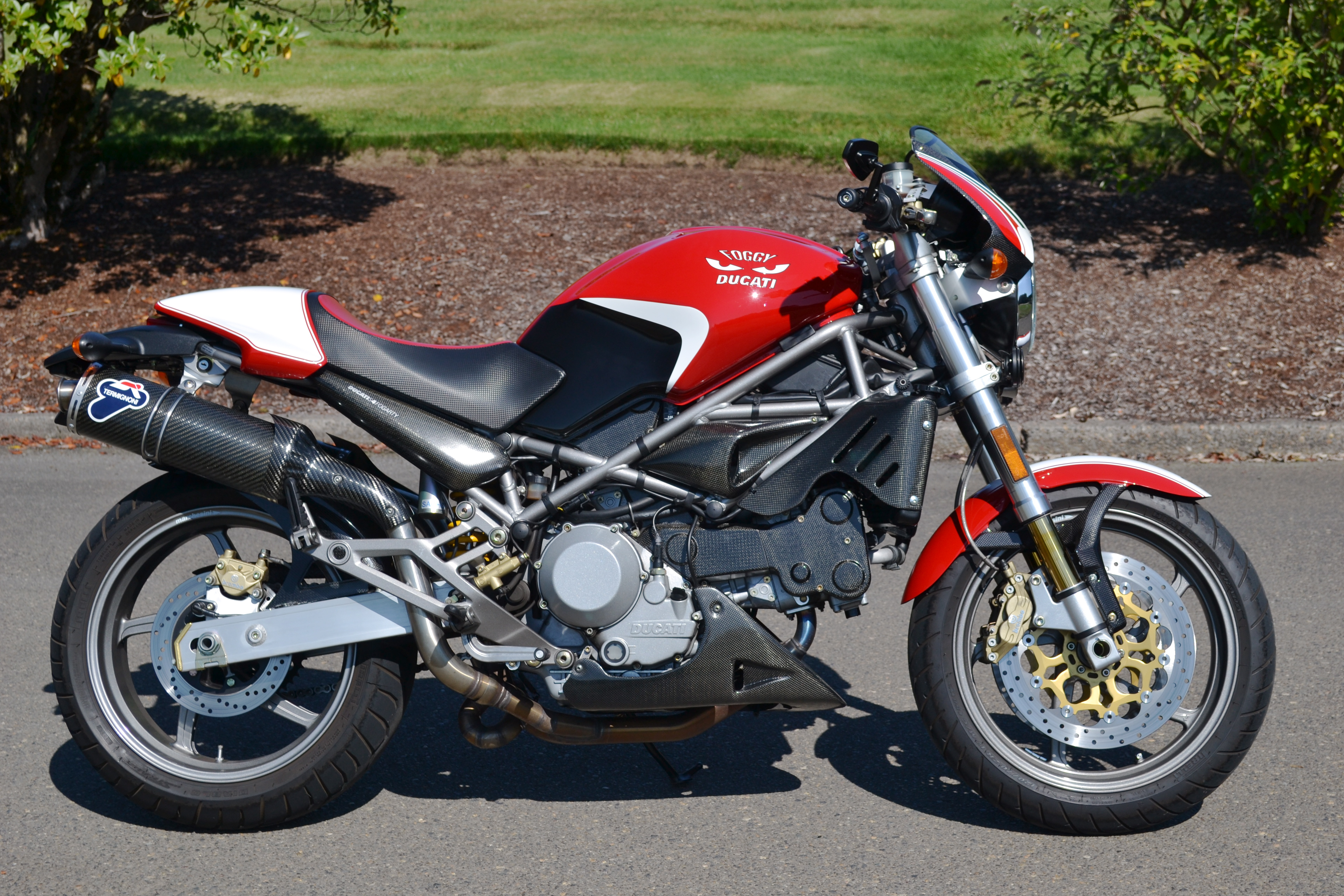
2002 Foggy Ducati

Las Monster se mantuvieron relativamente sin cambios hasta el 2000, cuando Ducati agregó inyección de combustible al modelo M900. Quizás más importante, in 2001 Ducati introdujo la S4, la cual agregó enfriamiento líquido, y 4 válvulas por cilindro al establo. Otros cambios técnicos incluyeron, los frenos de disco semiflotantes al frente, con pistones Brembo cuádruples así como horquillas invertidas de 43 mm Showa. El 2002 fue testigo de la introducción de la edición limitada 300, de altas prestaciones,  S4, nombrada en honor del 4 veces campeón de superbikes Ducati, Carl 'Foggy' Fogarty.
En 2005, Ducati agregó la línea S2R Desmodue (motor de 2 válvulas desmodrómico) a la familia Monster: con estilo acorde al de 4 válvulas S4R, pero con un motores más simples de 800 cc y 1,000 cc de 2 válvulas llamados S2R 800 y S2R 1000, respectivamente.
En noviembre de 2005, un nuevo modelo máximo de la línea fue anunciado: el S4RS Testastretta. Este nuevo modelo tiene el motor de la Superbike 999 con suspensión frontal y trasera Öhlins y frenos de disco radiales adelante.
Febrero de 2006 marcó el anuncio de la Monster 695 del 2007. Reemplazaba la Monster 620 y fue introducida en junio de 2006.
La Monster 696 fue anunciada en noviembre de 2007, y lanzada oficialmente en abril de 2008 en Barcelona. Su motor V2 de 696 cc tiene la más alta potencia de salida por cc de entre todos los motores enfriados por aire de la Ducati.
La Monster 1100 fue anunciada en septiembre de 2008. Basada en la Monster 696, viene con un motor más grande de 1078 cc, un brazo lateral para la rueda trasera, pinzas radiales para los frenos de disco, horquillas más grandes y una suspensión más alta.
En el 2009, Ducati vendió más de 12,000 modelos 696, la primera de sus motocicletas en vender más de 10,000 motos en 1 año.
El modelo 1100 "S" tiene suspensión Öhlins completamente ajustable, un esquema de colores diferente y soportes de frenos de aluminio que disminuyen en 1 kg el peso total.

### 2010s

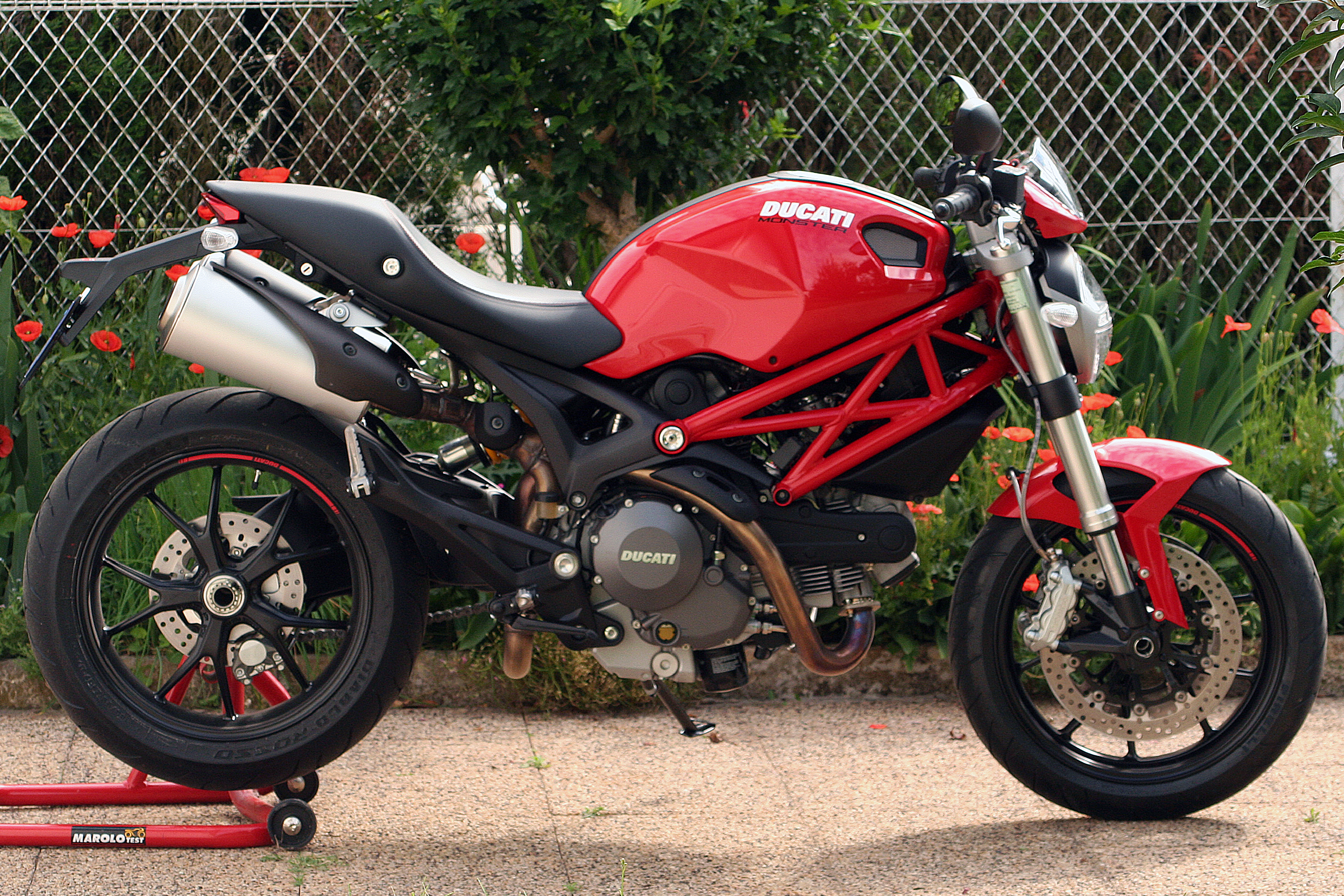
2010 Monster 796

En abril de 2010, la Monster 796 fue anunciada, producía; según el fabricante; 87 hp.
En noviembre de 2010, Ducati anunció la Monster 1100 Evo, que reemplazaba las 1100 y 1100s. El escape fue movido a un lado en contraposición al escape debajo del asiento, y el clutch cambió del tipo seco a húmedo. También hubo cambio en los esquemas de colores disponibles.  Otro cambio mayor fue la inclusión del Ducati Safety Package (DSP) (Paquete de seguridad de Ducati) de manera estándar para todas las motocicletas Ducati. El DSP consiste en frenos ABS y control de tracción Ducati.
En 2010 y 2011 la familia Ducati Monster consistía en los modelos 659, 696, 796 y 1100 Evo.
En octubre de 2011, Ducati develó una nueva motocicleta a la familia Monster, la 795. Esencialmente un cuadro de una 696 con el motor de 803cc de la 796 instalado. La 795 está pensada específicamente para el mercado asiático y es ensamblada en Tailandia.
En noviembre de 2013 en el EICMA, Ducati introdujo las Monster 1200 y 1200 S de 2014, con motores enfriados por agua de 4 válvulas por pistón de 135/145 hp respectivamente, motor de 1198 cc Testastretta 11, reemplazando a la Monster 1100 Evo.
En enero de 2014 la familia de motocicletas Ducati Monster consistía de los modelos 695, 696, 795, 796, 1200 y 1200 S.
La 796 fue reemplazada por la Monster 821 a mediados de 2014, equipada con el motor de 821 cc.
La Monster 695 tiene una longitud total de 2170 mm, una anchura total de 800 mm, una altura total de 1480 mm y un peso de 205.5 kg.

## Cultura
El 21 de septiembre de 2008, una reunión de Ducati Monsters en Hamme-Moerzeke, Bélgica, obtuvo el Récord Guinness para la reunión de motocicletas más grande de la misma marca y tipo ("largest parade of motorcycles of the same brand and type.").  405 Ducati Monsters fueron contadas.

## Ligas externas
- Wikimedia Commons alberga una categoría multimedia sobre Ducati Monster.
- Official Ducati Monster product page
- Ducati Monster at Ducati.com Heritage

- Datos: Q1263388
- Multimedia: Ducati Monster / Q1263388